# 10. armija (Austro-Ugarska)
10. armija (njem. 10. Armee) je bila vojna formacija austrougarske vojske u Prvom svjetskom ratu. Tijekom Prvog svjetskog rata djelovala je na Talijanskom bojištu.

## Povijest
Deseta armija formirana je 25. siječnja 1916. godine. Armija je formirana na osnovi jedinica Armijske grupe Rohr, te je njezinim prvim zapovjednikom postao general konjice Franz Rohr von Denta, dotadašnji zapovjednik navedene armijske grupe. Iako po nazivu armija, u stvarnosti je ista tijekom gotovo cijelog svog postojanja bila nešto veća od korpusa. Nakon formiranja ušla je u sastav Jugozapadnog fronta kojim je zapovijedao nadvojvoda Eugen, te je, nakon što je osnovana kao i tijekom cijelog rata, držala položaje na tirolskom dijelu Talijanskog bojišta. Sjedište stožera armije bilo je od travnja 1916. u Villachu.
U svibnju 1916. 10. armija sudjeluje u Tirolskoj ofenzivi (15. svibnja – 10. lipnja 1916.) u kojoj jedinice 10. armije, za razliku od 3. i 11. armije nisu imale zadatak odlučnog proboja, već su poduzimale demonstracijske napade kako bi prikrile pravi smjer austrougarske ofenzive. U lipnju 1916. general pukovnika Franza Rohra von Dentu koji je postao zapovjednikom 11. armije, na mjestu zapovjednika 10. armije zamjenjuje podmaršal Karl Scotti. Karl Scotti je 10. armijom zapovijedao do travnja 1917. kada je zapovjedništvo nad armijom preuzeo general pukovnik Alexander von Krobatin.
U listopadu 1917. 10. armija sudjeluje u Bitci kod Kobarida (24. listopada – 3. studenog 1917.). U navedenoj bitci njemačka 14. armija pod zapovjedništvom Otta von Belowa probila je talijansku frontu kod Kobarida, nakon čega je napredovala i 10. armija koja je u svom napredovanju do rijeke Piave uništila dvije talijanske divizije. Za navedeni uspjeh zapovjednik 10. armije Alexander von Krobatin unaprijeđen je u čin feldmaršala.

Nakon uspješne Kobaridske ofenzive sjedište stožera 10. armije je premješteno u Trento, te je armija preuzela odgovornost za obranu zapadnog Tirola. Sredinom lipnja 1918. 10. armija sudjeluje u Bitci na Piavi (15. – 23. lipnja 1916.) u kojoj je trebala izvršiti demonstrativne operacije duž rijeke Adige i izvršiti diverzijski proboj preko prijevoja Tonale. U tome zbog loše opskrbljenosti i morala vojske kao i uspješnog talijanskog otpora nije uspjela. 
Pred kraj rata, 10. armija sudjeluje u Bitci kod Vittoria Veneta (24. listopada – 3. studenog 1918.). U tom razdoblju armija je u svom sastavu imala četiri korpusa i to V., XX., XXI. i XIV. korpus, te je i dalje držala položaje u zapadnom Tirolu istočno od Adige. Deseta armija nije uspjela spriječiti prodor talijanske 1. i 7. armije, te je ubrzo prisiljena na povlačenje prema sjeveru. Kao i sve ostale austrougarske armije i 10. armija je prestala postojati potpisivanjem primirja 3. studenog 1918. i raspadom Austro-Ugarske. 

## Zapovjednici
Franz Rohr von Denta (25. siječnja 1916. – 18. lipnja 1916.)

Karl Scotti (18. lipnja 1916. – 12. travnja 1917.)

Alexander von Krobatin (12. travnja 1917. – 4. studenog 1918.) 

## Bitke
Tirolska ofenziva (15. svibnja – 10. lipnja 1916.)
Bitka kod Kobarida (24. listopada – 12. studenog 1917.)
Bitka za Piavi (15. lipnja – 23. lipnja 1918.)
Bitka kod Vittoria Veneta (24. listopada – 3. studenog 1918.)

## Vojni raspored 10. armije u ožujku 1916.
Zapovjednik: general konjice Franz Rohr von Denta

- XV. korpus (genpj. Rudolf Stöger-Steiner von Steinstätten)
  - 50. pješačka divizija (podmrš. Kalser von Maalsfeld)
  - 1. pješačka divizija (podmrš. Schmidt von Fussina)
  - 48. pješačka divizija (podmrš. Gabriel)

- Pod neposrednim armijskim zapovjedništvom
  - 94. pješačka divizija (podmrš. Kuczera)
  - 92. pješačka divizija (gen. Fernengel)
  - 44. pješačka zaštitna divizija (podmrš. Nemeczek)
  - Grupa Globocnik (gen. Globocnik)Karl Scotti, zapovjednik 10. armije od lipnja 1916.

## Vojni raspored 10. armije u kolovozu 1916.
Zapovjednik: podmaršal Karl Scotti
- Divizije:
  - 94. pješačka divizija (gen. Lawrowski)
  - 92. pješačka divizija (gen. Krasel)
  - 59. brdska brigada (puk. Dietrich)
  - 27. brdska brigada (gen. Greiner)

## Vojni raspored 10. armije u studenom 1917.
Zapovjednik: feldmaršal Alexander von Krobatin
- Divizije:
  - 94. pješačka divizija (podmrš. Lawrowski)
  - Grupa Hordt (gen. Hordt)
  - Grupa Lesachtal (puk. Fasser)

## Vojni raspored 10. armije u Bitci na Piavi
Zapovjednik: feldmaršal Alexander von Krobatin

- XX. korpus (genpj. Franz Kalser von Maasfeld)
  - 49. pješačka divizija (podmrš. Steinhart)
  - Odjel Riva (podmrš. Schiesser)

- XXI. korpus (genpj. Kasimir von Lütgendorf)
  - 19. pješačka divizija (podmrš. Elmar)
  - 56. zaštitna divizija (podmrš. Kroupa)

- XIV. korpus (genpj. Ignaz Verdross von Drossberg)
  - Carska lovačka divizija (gen. Felix Prinz zu Schwarzenberg)

- Pod neposrednim armijskim zapovjedništvom
  - Grupa Peter Ferdinand (nadvoj. Peter Ferdinand)
  - 1. pješačka divizija (podmrš. Metzger)
  - 22. zaštitna divizija (gen. Müller)Alexander von Krobatin, posljednji zapovjednik 10. armije

## Vojni raspored 10. armije u Bitci kod Vittoria Veneta
Zapovjednik: feldmaršal Alexander von Krobatin

- V. korpus (nadvoj. Peter Ferdinand)
  - 22. zaštitna divizija (gen. Müller)
  - 164. brigada (puk.Lempruch)
  - 163. brigada (puk. Rosmus)
  - 39. honvedska pješačka brigada (puk. Banyai)

- XX. korpus (genpj. Franz Kalser von Maasfeld)
  - 49. pješačka divizija (podmrš. Steinhart)
  - Odjel Riva (podmrš. Schiesser)

- XXI. korpus (genpj. Kasimir von Lütgendorf)
  - 3. konjička divizija (podmrš. Kopecek)
  - 56. zaštitna divizija (podmrš. Kroupa)

- XIV. korpus (genpj. Ignaz Verdross von Drossberg)
  - Carska lovačka divizija (princ Schwarzenberg)
  - 19. pješačka divizija (podmrš. Elmar)

## Vanjske poveznice
(eng.) 10. armija na stranici Austrianphilately.com  Arhivirana inačica izvorne stranice od 20. ožujka 2021. (Wayback Machine)

(eng.) 10. armija na stranici Austro-Hungarian-Army.co.uk